# Новий Мілет
Новий Міле́т (рос. Новый Милет) — село у складі Балашихинського міського округу Московської області, Росія.

## Населення
Населення — 620 осіб (2010; 670 у 2002).
Національний склад (станом на 2002 рік):
- росіяни — 93 %

## Персоналії
- Воронов Іван Дмитрович (1915—2004) — радянський актор театру і кіно.